# Gustav Jung (Fußballspieler)
Gustav Jung (* 4. Juni 1945; † 15. Januar 2000) war ein deutscher Fußballspieler.

## Karriere

### Vereine
Aus der Amateurliga Bayern, beim ESV Ingolstadt-Ringsee spielend, wurde Jung mit 22 Jahren vom Bundesligisten FC Bayern München zur Saison 1967/68 verpflichtet. Jung absolvierte in seiner ersten Spielzeit 21 Bundesligaspiele und erzielte vier Tore. Bei seinem Debüt in der am 9. September 1967 (4. Spieltag) erzielte er bei der 3:6-Niederlage im Auswärtsspiel gegen Borussia Dortmund mit den Treffern zum 1:0 in der 14. und zum 2:2 in der 44. Minute seine ersten beiden Tore.
Des Weiteren kam er fünfmal in den Spielen um den DFB-Pokal und viermal in den Spielen um den Europapokal der Pokalsieger zum Einsatz. Sein Debüt im nationalen Vereinspokal-Wettbewerb gab er am 27. Januar 1968 beim 4:1-Erstrundensieg n. V. beim SSV Jahn Regensburg; auch bei der überraschenden 1:2-Halbfinalniederlage beim VfL Bochum am 15. Mai 1968 spielte er mit. Sein Debüt im internationalen Pokalwettbewerb krönte er am 20. September 1967 im Erstrundenhinspiel mit seinem einzigen internationalen Tor, dem Treffer zum 5:0-Endstand in der 56. Minute gegen den griechischen Erstligisten Panathinaikos Athen. Seine letzten beiden internationalen Spiele bestritt er in den beiden Halbfinalbegegnungen mit dem italienischen Erstligisten AC Mailand, dem späteren Sieger des Wettbewerbs. In seiner zweiten Münchner Saison kam Jung noch zu vier Ligaeinsätzen, in denen er ohne Torerfolg blieb; dessen ungeachtet gehört er damit zur historischen Bayernmannschaft, der die erste Nachkriegs- und Bundesligameisterschaft gelang.
Da Jung sich bei den Bayern gegen die hochkarätige Sturmkonkurrenz (unter anderem Gerd Müller) nicht durchzusetzen vermochte, verließ er den Verein und wechselte zum Wuppertaler SV in die Regionalliga West.
In seinem dritten Zweitligajahr wurde er mit dem Wuppertaler SV souveräner Westmeister und stieg mit ihm 1972 – nach erfolgreicher Aufstiegsrunde – in die Bundesliga auf. Auch die drei Wuppertaler Bundesligaspielzeiten blieb Jung eine gesetzte Größe im Sturm, obwohl er mit 21 Toren (11 davon in seiner ersten Saison) in 97 Bundesligaspielen eine eher dürftige Quote erzielte. Des Weiteren kam er in acht nationalen (dreimal Torschütze) und zwei internationalen Pokalspielen (Erstrunden-Aus im UEFA-Pokal-Wettbewerb gegen den polnischen Rekordmeister Ruch Chorzów) zum Einsatz sowie in den acht Aufstiegsspielen zur Bundesliga.
Mit dem Abstieg der Wuppertaler aus der Bundesliga wechselte Jung zur Saison 1975/76 zum Bundesligaaufsteiger Karlsruher SC, für den er in zwei Spielzeiten elf Bundesliga- und zwei DFB-Pokal-Spiele bestritt. Sein einziges Bundesligator für den Karlsruher SC erzielte er am 26. Oktober 1975 (11. Spieltag) bei der 2:4-Niederlage im Heimspiel gegen Borussia Mönchengladbach mit dem Treffer zum 2:2 in der 47. Minute.
Mit der Auswechslung in der ersten Halbzeit für Raimund Krauth bei der 2:3-Niederlage im Auswärtsspiel gegen Rot-Weiss Essen am 18. September 1976 (6. Spieltag) endete die Profikarriere von Jung, der später zum ESV Ingolstadt-Ringsee zurückkehrte und mit ihm 1978 und 1979 als Meister der 1. Amateurliga Bayern bzw. Bayernliga an der Deutschen Amateurmeisterschaft teilnahm und dabei 1979 gegen Hertha 03 Zehlendorf den Titel gewann.

### Nationalmannschaft
Jung trug das Trikot der Nationalmannschaft nur bei einem einzigen, 1968 ausgetragenen Länderspiel der U-23-Nationalmannschaft, das am 3. Juni in Kassel mit 0:1 gegen die Auswahl Englands verloren wurde.

## Erfolge
- Deutscher Meister 1969
- DFB-Pokal-Sieger 1969
- Meister der Regionalliga West 1972
- Deutscher Amateurmeister: 1979